# Robert Lipelt
Robert Stanisław Lipelt (ur. 29 kwietnia 1962 w Lesznie) – polski historyk, nauczyciel, wykładowca akademicki.

## Życiorys
W 1982 ukończył Technikum Ogrodnicze w Lesznie. Absolwent studiów historycznych w Instytucie Historii na Uniwersytecie Wrocławskim z 1988. W 1995 uzyskał stopień doktora nauk humanistycznych w dyscyplinie historia i w specjalności historia społeczno-gospodarcza w Instytucie Historycznym na Wydziale Nauk Historycznych i Pedagogicznych Uniwersytetu Wrocławskiego na podstawie pracy Stosunki społeczno-gospodarcze w dobrach małopolskich księcia Jerzego Ignacego Lubomirskiego w pierwszej połowie XVIII w. (promotorem pracy był prof. dr hab. Leszek Wiatrowski). W 2013 uzyskał habilitację w dziedzinie nauk humanistycznych w dyscyplinie historia i w specjalności historia społeczna i gospodarcza XIX i XX wieku na Wydziale Historycznym Uniwersytetu Jagiellońskiego na podstawie pracy pt. Chów zwierząt gospodarskich w Galicji w dobie autonomii, analiza statystyczno-porównawcza.
W 1988 rozpoczął pracę nauczyciela w szkołach. Od 1991 był nauczycielem historii w Szkole Podstawowej nr 1 im. gen. Bronisława Prugara-Ketlinga w Sanoku. Został wykładowcą w Podkarpackiej Szkole Przedsiębiorczości w Sanoku. Podjął pracę w PWSZ im. Jana Grodka w Sanoku, gdzie od 2002 do 2003 i 2012 był kierownikiem Zakładu Kultury Krajów Karpackich, zaś od 2003 do 2005 dyrektorem Instytutu Kulturoznawstwa, następnie był pracownikiem naukowym Zakładu Kulturoznawstwa i Zakładu Języka i Kultury w Instytucie Społeczno-Artystycznym jako profesor nadzwyczajny), a po przemianowaniu jednostki z 2019 w Uczelni Państwowej im. Jana Grodka w Sanoku (w Instytucie Społeczno-Artystycznym jako profesor nadzwyczajny na stanowisku kierownika Zakładu Kultury, Mediów i Języków oraz w Instytucie Medycznym jak profesor uczelni). Został opiekunem Akademickiego Koła Turystycznego PWSZ.
W 2010 został redaktorem „Rocznika Sanockiego” i szefem komitetu redakcyjnego tomu XI tego periodyku oraz redaktorem Zeszytów Naukowych PWSZ. Przewodniczący Komitetu Naukowego Międzynarodowej Konferencji Naukowej pn. „Na pograniczach kultur i narodów. Kultura – sztuka – edukacja”. Recenzent prac Andrzeja Romaniaka. W 2006 był założycielem i został prezesem sanockiego oddziału Polskiego Towarzystwa Historycznego, od 2006 członek Rady Muzealnej przy Muzeum Historycznym w Sanoku. Został członkiem kolegium programowego powstałej w 2008 Sanockiej Biblioteki Cyfrowej, działającej w ramach Miejskiej Biblioteki Publicznej im. Grzegorza z Sanoka w Sanoku. W 2010 został członkiem Polskiego Towarzystwa Historii Gospodarczej. Jego głównymi obszarami badawczymi są historia regionalna, kultura materialna, dziedzictwo kulturowe (budownictwo podworskie i przemysłowe, zbiory archiwalne i biblioteczne), społeczeństwo i gospodarka XIX-XX w.. Autor zwartych publikacji historycznych oraz kilkudziesięciu innych rozpraw naukowych. 
Zamieszkał w Zagórzu pod Sanokiem. Jego żona Ewa, z wykształcenia germanistka, została nauczycielką języka niemieckiego w II Liceum Ogólnokształcącym im. Marii Skłodowskiej-Curie w Sanoku i w PWSZ w Sanoku.
Został członkiem komitetu honorowego KWW Ernesta Nowaka w wyborach na burmistrza Zagórza. W styczniu 2020 otrzymał srebrną odznakę honorową TG „Sokół” w Sanoku.

## Publikacje
- Stosunki społeczno-gospodarcze w dobrach małopolskich księcia Jerzego Ignacego Lubomirskiego w pierwszej połowie XVIII wieku (2002)[1]
- Życie gospodarcze ziemi sanockiej od XVI do XX w. (2004, redaktor oraz autor podrozdziałów Przemiany demograficzne na terenie ziemi sanockiej w drugiej połowie XIX i na początku XX wieku oraz Rolnictwo na terenie ziemi sanockiej w drugiej połowie XIX i na początku XX wieku w rozdziale pt. Okres autonomii)[1]
- Informator statystyczny do dziejów społeczno-gospodarczych Galicji. Hodowla zwierząt w Galicji w dobie autonomii (2006)[1]
- Chów zwierząt gospodarskich w Galicji w dobie autonomii, analiza statystyczno-porównawcza (2011)[1]
- Na pograniczach. Szkice z historii społeczno-gospodarczej (2014)[23]